# Mão Điền
Mão Điền là một phường thuộc tỉnh Bắc Ninh, Việt Nam.

## Địa lý
Phường Mão Điền có vị trí địa lý:
- Phía đông giáp các xã Đông Cứu và Gia Bình
- Phía tây giáp phường Thuận Thành
- Phía nam giáp phường Trạm Lộ
- Phía bắc giáp các xã Chi Lăng và Tân Chi.

Phường Mão Điền có diện tích 19,50 km², dân số 42.785 người, mật độ dân số đạt 2.194 người/km².

## Hành chính
Xã Mão Điền gồm 2 làng chính là làng Thụy Mão và làng Mão Điền. Trong đó làng Mão Điền - theo cách gọi mới (tên cũ là làng Chằm) - chiếm diện tích và dân số chủ yếu. Tên Mão Điền là tên địa danh hành chính sau này trước đây có tên là làng Chằm với nhiều sự tích như "Làng Chằm cách ngọn răm tới trời...".
Trong làng lại chia nhỏ thành các xóm. Phân chia làng, xóm là cách gọi truyền thống từ xưa cho tới nay.
Hiện tại, phân chia hành chính hiện đại phân cấp như sau: Xã - Khu (Thôn) - Xóm.
Làng Mão Điền gồm có các xóm sau: xóm Bàng, xóm Cả, xóm Ngòi, xóm Mận, xóm Công, xóm Hồ, xóm Đình, xóm Tủng, xóm Hậu, xóm Táo, xóm Lũy, 3 xóm Ba (Ba trong, Ba giữa, Ba ngoài) và xóm Nội.
Làng Mão Điền cổ có phân chia thành hai làng chính là làng Đông và làng Đoài (nhưng sống không tách biệt, sau này lại gọi chung là một). Đặc điểm phân chia làng hoàn toàn khác biệt với các làng khác trong khu vực, thay vì phân chia theo vị trí địa lý có ranh giới thì Mão Điền Đông và Đoài phân chia theo các dòng họ. Các dòng họ lại ở xen kẽ với nhau trên cả mảnh đất của làng Mão Điền tạo sự gắn bó, tuy 2 mà 1.

## Lịch sử
Mão Điền là một xã có lịch sử lâu đời, gắn liền với sự kiện nhà vua thời Lý lấy đất để xây dựng khu lăng mộ, đền Lý Bát Đế (Đền Đô - Đình Bảng, Từ Sơn, Bắc Ninh, sau khi vua Lý Thái Tổ mất, năm 1028). Cư dân sinh sống trên diện tích đất đó đã được nhà vua cho di chuyển đến địa điểm mới, chính là vị trí xã Mão Điền ngày nay.
Ngày 16 tháng 6 năm 2025, Ủy ban Thường vụ Quốc hội ban hành Nghị quyết số 1658/NQ-UBTVQH15 của UBTVQH về việc sắp xếp các đơn vị hành chính cấp xã của tỉnh Bắc Ninh năm 2025. Theo đó, sắp xếp toàn bộ diện tích tự nhiên, quy mô dân số của phường An Bình, xã Hoài Thượng và xã Mão Điền thành phường mới có tên gọi là phường Mão Điền.

## Địa chỉ trụ sở các cơ quan
- Trụ sở UBND phường: Tổ dân phố Bàng Cả Đình Mận, phường Mão Điền
- Trung tâm phục vụ hành chính công: Tổ dân phố Bàng Cả Đình Mận, phường Mão Điền
- Công an phường: Tổ dân phố Đại Mão, phường Mão Điền

## Văn hóa - lễ hội - di tích lịch sử
Toàn xã có 4 kỳ lễ hội lớn, trong đó có 3 ngày lễ hội được tổ chức vào tháng 2 âm lịch hàng năm. Mở đầu là Đình Đoài, được tổ chức ngày 4-2 âm lịch; tiếp theo là Đình Đông, được tổ chức ngày 7-2 âm lịch. Ngày 8-2 âm lịch là Đình Đám của làng Thụy Mão; tiếp đến là Hội Chùa, được tổ chức ngày 1-3 âm lịch(Hội này chỉ tổ chức 3-5 năm/ 1 lần).Trong lễ hội, có tổ chức rước tượng Thánh hoặc Thành Hoàng làng, và có rước Thánh giao hảo giữa các làng.

## Văn hóa
- Mão Điền là làng duy nhất trên cả nước có Đình Vật, là nơi chuyên tổ chức thi đấu vật để chọn ra người bản lĩnh, tài giỏi (Vừa phục vụ mục đích tuyển quân trong thời chiến, và phục vụ vui chơi trong lễ hội thời bình). Tuy vậy, Đình Vật đến nay không còn nữa, chỉ còn di tích và các câu chuyện để lại.
- Mão Điền là một trong số ít nơi trên cả nước có Chợ Âm Dương, nơi diễn ra sự trao đổi mua bán giữa người âm và người dương lẫn lộn. Phiên chợ chỉ diễn ra một lần trong năm vào ngày mùng 4 tết âm lịch với nhiều truyền thuyết ly kì hấp dẫn.
- Từ thời phong kiến đến những năm cuối của thế kỷ XX, Mão Điền nổi lên một nghề truyền thống là buôn bán cá giống. Cho đến nay nghề vẫn được duy trì tuy nhiên không còn phát triển mạnh như xưa. Do khó khăn của nghề nuôi cá giống nên người dân đã chuyển dần sang kinh doanh một số ngành nghề khác. Nổi bật trong những năm gần đây Mão Điền nổi lên với một nghề mới là làm rèm các loại. Các loại mẫu mã và chủng loại rèm của Mão Điền tương đối đa dạng và phù hợp với nhiều đối tượng khác nhau. Với nghề mới này đã làm thay đổi đáng kể bộ mặt của xã, nhiều hộ gia đình đã giàu lên nhờ vào rèm.

## Nổi danh là làng khuyến học
Mặc dù Mão Điền không phải một vùng đất có truyền thống khoa bảng trong thời phong kiến nhưng hiện nay xã Mão Điền đã được cả nước biết đến là địa danh có truyền thống hiếu học. Ở Mão Điền, người dân rất coi trọng việc đi học với quan niệm cho con nén vàng không bằng cho con gang chữ.
Phong trào khuyến học ở Mão Điền bắt đầu phát triển từ những năm 1980 khi toàn thể nhân dân và chính quyền xã đã thống nhất muốn thoát nghèo phải đưa địa phương phát triển đi lên thông qua con đường tri thức. Ngay từ cuối năm 1980, Hội đồng Giáo dục xã Mão Điền đã được thành lập, với thành viên ban đầu là các cán bộ chủ chốt của xã. Từ đó, các mô hình khuyến học đã được xây dựng và không ngừng phát triển trong xã: Người người làm khuyến học, nhà nhà làm khuyến học, dòng họ làm khuyến học,… khiến cho thành tích học tập của con em địa phương không ngừng tiến bộ. Nổi bật trong số đó có những học sinh đạt thành tích cao trong các cuộc thi quốc tế như:
- Nguyễn Thị Ngọc Minh giành Huy chương vàng tại Olympic Hóa học Quốc tế (IChO) năm 2007. Ngọc Minh là một cựu học sinh lớp chuyên Hoá của Trường THPT chuyên Khoa học Tự nhiên. Tại kỳ thi diễn ra ở Moscow (Liên bang Nga) năm đó, Ngọc Minh là thí sinh duy nhất của đoàn Việt Nam giành được HCV.[6]
- Nguyễn Quang Bin giành Huy chương vàng tại Olympic Toán học Quốc tế (IMO) năm 2018. Cũng đến từ ngôi trường danh tiếng THPT chuyên Khoa học Tự nhiên như đàn chị Ngọc Minh, Quang Bin đã xuất sắc giành vàng với thành tích 35/42 điểm. Đó cũng là tấm HCV duy nhất mà đoàn Việt Nam mang về từ kỳ thi ở Romania.[7]
- Nguyễn Đăng Phúc giành Huy chương bạc tại Olympic Vật lý Quốc tế (IPhO) năm 2022. Một cựu học sinh chuyên Lý của Trường THPT chuyên Bắc Ninh tiếp tục làm rạng danh quê hương Mão Điền với tấm Huy chương bạc quốc tế, góp công giúp đoàn Việt Nam đứng thứ 5 chung cuộc.[8]

Từ những nền tảng đó, học sinh Mão Điền khi bước chân vào con đường nghiên cứu tri thức cũng có nhiều người công thành danh toại, có thể kể đến:
- TS Nguyễn Trí Tuệ (sinh 1963); ông hiện là Phó Chánh án Thường trực Toà án nhân dân Tối cao, Thẩm phán Tòa án nhân dân tối cao, thành viên Hội đồng Thẩm phán Tòa án nhân dân tối cao.[9] Ông cũng là nguyên Giám đốc Học viện Tòa án (2017 – 2021).[10][11][12]
- GS.TS.TTND Nguyễn Duy Ánh (sinh 1966); ông là Giám đốc Bệnh viện Phụ sản Trung ương kiêm Chủ nhiệm Bộ môn Sản phụ khoa của Trường Đại học Y Dược, Đại học Quốc gia Hà Nội.[10]
- PGS.TS.TTƯT Vũ Hồng Thăng (sinh 1970); ông là Phó Trưởng khoa Nội 4, Bệnh viện K cơ sở Tân Triều kiêm Phó Trưởng Bộ môn Ung thư, Trường Đại học Y Hà Nội.[10][13]
- PGS.TS Vũ Đăng Lưu; ông là Giám đốc Trung tâm Điện quang, Bệnh viện Bạch Mai kiêm Trưởng Bộ môn Chẩn đoán hình ảnh, Trường Đại học Y Hà Nội.[10][14]
- Đại tá, GS.TS.BS Nguyễn Duy Bắc (sinh 1976); ông là Trưởng phòng Đào tạo, Học viện Quân y. Ông là vị giáo sư y học nổi danh ở chuyên ngành Giải phẫu người.[10][15]